# PB-91 Šokadija
PB-91 Šokadija (ex-Slavonac) riječni je ophodni brod Hrvatske ratne mornarice.
Brod, poznatiji pod nazivom Slavonac, izgrađen je 1952. godine u brodogradilištu u Mačvanskoj Mitrovici (Srbija) za potrebe riječne ratne flotile bivše JNA, s obilježjima riječnog minolovca. U JNA je nosio oznaku RML-307. Potkraj 1980-ih brod se povlači iz aktivne službe, te biva 1990. raspremljen, a kupuje ga tadašnje Ministarstvo pomorstva, prometa i veza za potrebe inspekcije sigurnosti plovidbe i kao takav bio je na vezu u Vukovaru. Jačanjem neprijateljstava na vukovarskom području 1991., brod je Dunavom i Savom doplovio do Siska na sigurno, te dobio novu oznaku - PB-91. 2. listopada 1991. na temelju zapovjedi Zapovjedništva ZNG-a za Baniju brod je dan na raspolaganje Zapovjedništvu obrane Sunje (prethodno je Ministarstvo odobrilo davanje na korištenje broda ZNG-u). Time je PB-91 postao prvi ratni brod oružanih snaga Republike Hrvatske. Brod je bio u sastavu Prvog mornaričkog odreda ZNG-e (od 1992.RRF Sisak), kasnije 1. zdruga riječnog do njegovog ukidanja. 
Brod je dugačak 19,5 metara, širine 4,4 metara i visine trupa 2,1 metara. Trup broda izgrađen je od specijalnih legura čelika, a nadgrađe je od aluminijske legure. Sam trup i nadgrađe podijeljeni su brojnim nepropusnim pregradama kroz koje dijelom postoje vodonepropusni prolazi i vrata. Borbeno mjesto zapovjednika broda i radiotelegrafista je kormilarnica, tj. zapovjedni most koji je opskrbljen svim daljinskim uređajima za upravljanje brodom. Posjeduje uređaje za signalizaciju, navigaciju, sustav veza i drugo.
Remontiran i ponovno porinut 6. lipnja 2003. godine. Nalazi se u sastavu 2. zdruga riječnog.

## Poveznice
- 2. zdrug riječni